# Christopher Bucklow
Christopher Bucklow (ul. 1 czerwca 1957 we Flixton, w Anglii) – brytyjski artysta, fotograf i historyk sztuki. Przedstawiciel współczesnego nurtu fotografii bez użycia aparatu (fotogramy). Jego prace wystawiane były na całym świecie, znajdują się w licznych kolekcjach. 

## Życiorys
Christopher Bucklow urodził się we Flixton, na przedmieściach Manchesteru, w domu Roya i Doreen Bucklow. Dzieciństwo spędził w Flixton. Jako nastolatek, był zafascynowany twórczością impresjonisty Alfreda Sisleya. Będąc pod jego wpływem, zaczął malować pejzaże.   
Od 1975 roku studiował historię sztuki na Leister Polytechnic, gdzie napisał pracę naukową poświęconą Alfredowi Sisleyowi.  
W 1995 roku ożenił się z Susan Percival w Appleton Thorn (Cheshire). Obecnie mieszka i pracuje w Somerset.   

## Kariera
W latach 1978 – 1995, Bucklow pracował jako kurator w londyńskim Muzeum Wiktorii i Alberta (w dziale rysunków i druków). W tym czasie zaczął prowadzić badania naukowe nad sztuką romantyczną oraz fotografią. Badał między innymi prace Williama Blake'a. 

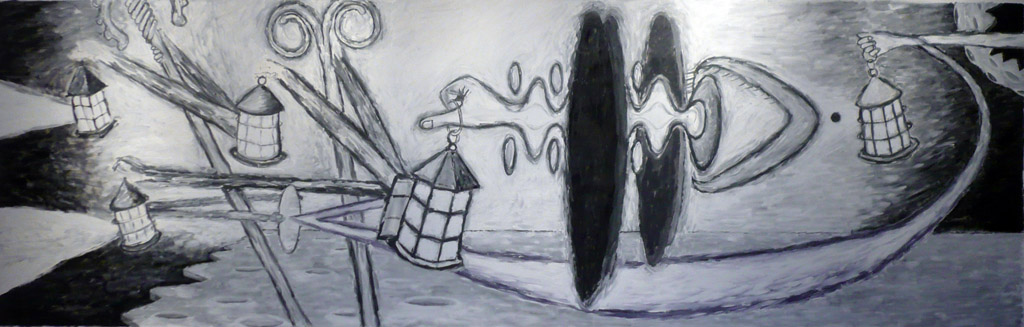
Lustro i lampa (olej na płótnie), 2008

Pierwsze projekty Bucklowa (1989-91), to prace konceptualne i rzeźby inspirowane naturą i formami roślinnymi. Prace te w 1996 roku wystawione zostały w Museum of Modern Art w Oksfordzie i Lisson Gallery w Londynie. Noosphere był pierwszym cyklem prac przetworzonym w dzieła fotograficzne. 
Christopher Bucklow najbardziej znany jest z cyklu Guest – inspirowanego teorią Anima i Animus Carla Gustawa Junga. Tworząc prace, Bucklow wycina zarys cienia swoich modeli w folii aluminiowej. Następnie kształt ten wielokrotnie dziurkuje (średnio 25 000 otworków). Później podziurkowaną folię  umieszcza w stworzonym przez siebie urządzeniu i naświetla papier fotograficzny Fujiflex (podobnie jak w fotografii otworkowej). Między innymi to właśnie jego prace stały się fundamentem brytyjskiej szkoły fotografii bez użycia aparatu). 

## Cykle fotograficzne
- The Beauty of the World (1991);
- Guest (1993 – dziś) – znany także jako Tetrarchs.

## Wystawy indywidualne
- 1994 – Jerusalem, The Herzilya Museum of Art, Herzliya, Izrael;
- 1995 – Guest, Fraenkel Gallery, San Francisco;
- 1995 – The Beauty of the World, Independent Art Space, Londyn;
- 1996 – Reactor, Paul Kasmin Gallery, Nowy Jork;
- 1997 – Christopher Bucklow, Fay Gold Gallery, Atlanta;
- 1998 – ‘fju:3an, Paul Kasmin Gallery, Nowy Jork;
- 1998 – Guest, Mead Gallery, University of Warwick;
- 1999 – The Mancunian Heresy, Anthony Wilkinson Gallery;
- 1999 – Canopic Fusion Reactor, St Ives International;
- 2000 – Vaknin, Schwartz Gallery, Atlanta;
- 2001 – Christopher Bucklow: Guests and Tetrarchs, The Photographers’ Gallery, Londyn;
- 2002 – Guests and Tetrarchs, Anthony Wilkinson Gallery, Londyn;
- 2002 – Angeli Rrose, Anthony Wilkinson Gallery, Londyn;
- 2003 – Galerie Edward Mitterand, Genewa;
- 2004 – I Will Save Your Life, Riflemaker, Londyn;
- 2004 – If This be Not I, The Wordsworth Trust, Grasmere;
- 2005 – Christopher Bucklow, Hug, Amsterdam;
- 2006 – Christopher Bucklow, Artereal, Sydney;
- 2006 – Christopher Bucklow, Riflemaker, Londyn;
- 2007 – Christopher Bucklow, Mssohkan Gallery, Kobe, Japonia;
- 2008 – Tetrarchs, Jackson Fine Art, Atlanta;
- 2009 – Christopher Bucklow, Emon/Mssohkan, Tokyo;
- 2010 – Tetrarchs, Danziger Projects, Nowy Jork;
- 2010 – Anima: Paintings and Photographs, Riflemaker, Londyn;
- 2012 – Christopher Bucklow, Galerie Edwynn Houk, Zurich;
- 2013 – Christopher Bucklow, Black Swan Arts, Frome;
- 2013 – Christopher Bucklow, Danziger Gallery, Nowy Jork;
- 2014 – Christopher Bucklow: The Critics Circle, Riflemaker Gallery, Londyn;
- 2014 – Sun to Sun, Artereal Gallery, Sydney;
- 2014 – Christopher Bucklow, Gallery Vassie, Amsterdam;
- 2015 – Dimitri & Wenlop, Riflemaker, Bath;
- 2016 – Christopher Bucklow, Jackson Fine Art, Atlanta;
- 2017-18 – Said Now, For All Time, Southampton City Art Gallery[5].

## Kolekcje
Prace Bucklowa znajdują się zbiorach:
- Museum of Modern Art – Nowy Jork;
- Metropolitan Museum of Art – Nowy Jork;
- Guggenheim Museum – Nowy Jork;
- Museum of Fine Arts – Houston;
- Phoenix Art Museum – Phoenix;
- Henry Art Museum – Seattle;
- The British Council – Izrael;
- Modern Art Museum – Fort Worth;
- Dallas Museum of Art – Dallas;
- Victoria & Albert Museum – Londyn;
- University of Texas – Dallas;
- Honolulu Museum of Art – Honolulu;
- Herzliya Museum of Art – Izrael;
- High Museum – Atlanta;
- Museum of Fine Arts – Boston;
- Akron Arts Museum – Arkon;
- Blanton Museum of Art – Austin;
- Cleveland Museum of Art – Cleveland;
- Yale Center for British Art – New Haven;
- Miami Art Museum – Maiami;
- Norton Museum – Palm Beach;
- Perez Art Museum – Miami;
- Museum of Modern Art – San Francisco;
- L.A County Museum – Los Angeles;
- The National Portrait Gallery – Londyn;
- The National Gallery of Art – Waszyngton;
- Southampton City Art Gallery – Southampton[6].

## Publikacje
- Construction and Appropriation. The Art of Photography, Yale University Press, 1988
- Instantaneity and Transience. British Photography  – the Fine Art Tradition, Cambridge University Press, 1989
- The Tailor Patched. Between Sun and Earth, The Photographers’ Gallery, Londyn, 1993
- Human Nature. Interim Art, Londyn, 1994
- Postmodern Theories of Modernism. Getty Center, Los Angeles. 1991
- Footnotes to an Unwritten Text. Ex Lanifacio Bona Carignano, Turyn, 1994
- Launching Points to the Realm of Mind. Anthony Wilkinson gallery, Londyn, 1995
- Guest. Jeffery Fraenkel Gallery exhibition, San Francisco. 1995
- Anti Science. See Magazine, San Francisco, 1995
- Thought Forms. Susan Derges Exhibition, Arnolfini, Bristol, 1995
- The Beauty of the World. Independent Art Space I.A.S. exhibition, Londyn, 1995
- Una vesta di Colore. Simon Callery Exhibition, Anthony Wilkinson Gallery, Londyn, 1996
- O Felix Culpa  – Metaphors of Reintegration. Robert Davies Exhibition, Arquivo, Lizbona,1997
- William Blake and The Sea of Time and Space, Sea of Faith Magazine, Wielka Brytania, 1998
- Speculations on the art of Rick Chapman. Birdman Press, San Francisco, 2000
- This Is Personal  – Blake and Mental Fight. University of Cork Press, 2005
- Writing Art History  – Reflections of a Shapeshifter. Remaking Art History, Ed. Cassie Mansfield, Routledge, Nowy Jork, 2006
- What is in the Dwat  – The Universe of Philip Guston’s Last Decade. Wordsworth Trust Press, 2007
- Stars as Standing Waves; Standing Waves as Soul in the Field of Time. Susan Derges catalogue, Purdy Hicks, Londyn, 2009
- Elemental: Susan Derges. Steidl, 2010
- The Child Comes as Softly as Snow, Making Tracks. Adam Fuss Catalogue, Fundacion Mapfre, Madryt, 2011
- The Circuitous Journey: Fuss /af Klint. Boras Kunstmuseum, Szwecja, 2012
- Mishka Henner. Deutsche Bank Prize Catalogue, Londyn, 2013
- All You Have To Do is Ring a Bell and Step Right Up, Step Right Up; Alex Faulkner’s Ancestral Portraits. Black Swan Arts Centre, Frome, 2015
- Fitzcarraldo, Dan Hampson. Black Swan Arts Centre, Frome, 2016
- The Extended Field Mark Francis & Alexis Harding. Luca Tommasi Arte Contemporanea, Mediolan, 2017
- Clive Walley. Black Swan Arts Centre, Frome, 2017
- The Lens Within the Heart: Bacon’s Memory Theatre, Bacon Studies I, edited by Martin Harrison. Thames & Hudson and Estate of Francis Bacon,  Londyn, 2019